# Alberto Radi
Alberto Radi (født 10. december 1919 i Trieste, død 13. juli 1989) var en italiensk roer.
Radi deltog i OL 1948 i London som styrmand i den italienske toer med styrmand, der blev roet af Giovanni Steffè og Aldo Tarlao. Italienerne vandt deres indledende heat foran danskerne Tage Henriksen, Finn Pedersen og Carl-Ebbe Andersen, og i semifinalen vandt de over en jugoslavisk båd. I finalen lagde italienerne bedst ud, men danskerne overhalede dem og endte med at vinde guld med et forspring på næsten tolv sekunder. Italienerne var dog endnu længere foran ungarerne på tredjepladsen og sikrede sig sølvmedaljerne.

## OL-medaljer
- 1948:  Sølv i toer med styrmand